# Squash na Igrzyskach Azjatyckich 2014
Squash na Igrzyskach Azjatyckich 2014 odbywał się w Yeorumul Squash Courts w Inczon w dniach 20–27 września 2014 roku. Sześćdziesięciu dziewięciu zawodników obojga płci rywalizowało w czterech konkurencjach.

## Podsumowanie

### Klasyfikacja medalowa
| Klasyfikacja medalowa | Klasyfikacja medalowa | Klasyfikacja medalowa | Klasyfikacja medalowa | Klasyfikacja medalowa | Klasyfikacja medalowa |
| Miejsce               | państwo               | Złoto                 | Srebro                | Brąz                  | Razem                 |
| --------------------- | --------------------- | --------------------- | --------------------- | --------------------- | --------------------- |
| 1                     | Malezja               | 2                     | 2                     | 1                     | 5                     |
| 2                     | Indie                 | 1                     | 2                     | 1                     | 4                     |
| 3                     | Kuwejt                | 1                     | 0                     | 1                     | 2                     |
| 4                     | Hongkong              | 0                     | 0                     | 4                     | 4                     |
| 5                     | Korea Południowa      | 0                     | 0                     | 1                     | 1                     |
| Razem                 | Razem                 | 4                     | 4                     | 8                     | 16                    |

### Medaliści
| Konkurencja             | 1. miejsce                                                                   | 2. miejsce                                                                            | 3. miejsce |
| ----------------------- | ---------------------------------------------------------------------------- | ------------------------------------------------------------------------------------- | --- |
| Gra pojedyncza mężczyzn | Abdullah Al-Muzayen                                                          | Saurav Ghosal                                                                         | Ong Beng Hee Max Lee |
| Mężczyźni drużynowo     | Indie · Saurav Ghosal · Kush Kumar · Mahesh Mangaonkar · Harinder Pal Sandhu | Malezja · Mohd Nafiizwan Adnan · Mohd Azlan Iskandar · Ong Beng Hee · Ivan Yuen       | Kuwejt · Abdullah Al-Muzayen · Ali Al-Ramezi · Ammar Al-Tamimi · Fallah Faez Hongkong · Leo Au · Cheuk Yan Tang · Max Lee · Yip Tsz Fung  |
| Gra pojedyncza kobiet   | Nicol David                                                                  | Low Wee Wern                                                                          | Dipika Pallikal Annie Au |
| Kobiety drużynowo       | Malezja · Delia Arnold · Nicol David · Low Wee Wern · Vanessa Raj            | Indie · Anaka Alankamony · Aparajitha Balamurukan · Joshna Chinappa · Dipika Pallikal | Hongkong · Annie Au · Joey Chan · Liu Tsz Ling · Tong Tsz Wing Korea Południowa · Lee Ji-hyun · Park Eun-ok · Song Sun-mi · Yang Yeon-soo |